# Igrzyska Dalekiego Wschodu 1927
VIII Igrzyska Dalekiego Wschodu odbyły się w lipcu 1927 w chińskim mieście Szanghaj. Impreza ta już po raz trzeci odwiedziła to miasto.
W zawodach tych brało udział sześć państw:
- Chiny (organizator)
- Filipiny
- Hongkong
- Japonia
- Tajlandia
- Związek Malajski